# Eoophyla thaiensis
Eoophyla thaiensis là một loài bướm đêm trong họ Crambidae.